# Escola Bíblica de Gileade
A Escola Bíblica de Gileade da Torre de Vigia é a escola de missionários das Testemunhas de Jeová. Fundada em 1942, pela Sociedade Torre de Vigia, dos Estados Unidos, tem como objetivo treinar ministros experientes e enviá-los a países para sua obra de evangelização. Fica situada no Centro Educacional da Torre de Vigia. O objetivo básico de seu curriculo é o estudo da Bíblia e evangelização.

## O começo
Segundo o Livro Testemunhas de Jeová - Proclamadores do Reino de Deus, capítulo  23 páginas 523 a 524, num discurso àquela primeira turma, em 1 de fevereiro de 1943, o primeiro dia da escola,  Nathan Homer Knorr disse: 
| “ | Estão recebendo preparação adicional para um trabalho similar ao do apóstolo Paulo, Marcos, Timóteo e outros que viajaram em todas as partes do Império Romano proclamando a mensagem do Reino. Eles precisavam ser fortalecidos com a Palavra de Deus. Precisavam ter conhecimento claro de Seus propósitos. Em muitos lugares, tinham de enfrentar sozinhos os de alto nível e os poderosos deste mundo. O mesmo lhes poderá acontecer; e Deus será também a sua força. Há muitos lugares em que não se deu extensivamente um testemunho sobre o Reino. Os que vivem em tais lugares acham-se nas trevas e são escravizados pela religião. Em alguns desses países onde há poucas Testemunhas, observa-se que as pessoas de boa vontade escutam prontamente e se associariam com a organização do Senhor, se fossem adequadamente instruídas. Deve haver centenas de milhares mais que poderiam ser alcançadas se houvesse mais trabalhadores no campo. Com a graça do Senhor, haverá mais. Não é objetivo desta faculdade prepará-los para que sejam ministros ordenados. Vocês já o são e estão ativos no ministério por anos. . . . A finalidade exclusiva do currículo da faculdade é prepará-los para serem ministros mais habilitados nos territórios para onde irão. . . . Seu principal serviço é pregar o evangelho do Reino de Deus de casa em casa como Jesus e os apóstolos fizeram... Seu serviço real é ajudar as pessoas de boa vontade. Precisarão usar de iniciativa, buscando, porém, a orientação de Deus. | ” |

Após cinco meses , a primeira turma completou o treinamento. Três meses depois, os primeiros missionários partiram dos Estados Unidos a caminho de Cuba.  Até 2006, cerca de 8.000 estudantes de mais de 110 países foram treinados e enviados a cerca  235 países e ilhas.

## Abertura de novos campos, desenvolvimento de outros
Segundo as publicações das Testemunhas de Jeová, estes missionários formados na Escola de Gileade ensinaram a Bíblia para centenas de milhares de pessoas, em dezenas de países indo de casa em casa para ensinar o evangelho do Reino de Deus.
Em muitos lugares, foram estes missionários que começaram a obra de pregação das  Testemunhas de Jeová. Sendo por exemplo, as primeiras Testemunhas de Jeová, na Somália, no Sudão, em Laos e em muitos arquipélagos.
Em outros países, como Colômbia, Guatemala, Haiti, Porto Rico, Venezuela, Burundi, Côte d’Ivoire (Costa do Marfim), Quênia, Maurício, Senegal, Namíbia, Ceilão (agora Sri Lanka), China e Singapura, e muitos arquipélagos, havia apenas algumas testemunhas antes da chegada dos missionários.

Segundo o livro Proclamadores, na década de 1980, 
| “ | a Escola Cultural de Gileade no México treinou estudantes de língua espanhola para servirem na América Central e na América do Sul. Depois disso, houve também turmas na Escola de Gileade na Alemanha, onde foram enviados para a África, Europa Oriental, América do Sul e ilhas. Houve outras turmas na Índia em 1983. | ” |

## Turmas de Gileade
1943-60: Escola em South Lansing, Nova Iorque. Em 35 turmas, 3.639 estudantes de 95 países se formaram, sendo a maioria designada para o serviço missionário.
1961-65: Escola em Brooklyn, Nova Iorque. Em 5 turmas, 514 estudantes se formaram e foram enviados a países onde a Sociedade Torre de Vigia (dos EUA) tinha filiais.
1965-88: Escola em Brooklyn, Nova Iorque. Em 45 turmas, cada uma com um curso de 20 semanas, mais 2.198 estudantes foram treinados.
1977-80: Escola em Brooklyn, Nova Iorque. Curso de Gileade, de cinco semanas, para membros de Comissões de Filial. Houve 14 turmas.
1980-81: A Escola Cultural de Gileade do México. Curso de 10 semanas; três turmas; 72 formados, de língua espanhola, preparados para o serviço na América Latina.
1981-82, 1984, 1992: Extensão da Escola de Gileade na Alemanha; curso de 10 semanas; quatro turmas; 98 estudantes de língua alemã de países europeus.
1983: Turmas na Índia; curso de 10 semanas, em inglês; 3 grupos; 70 estudantes.
1987 : Escola de Treinamento Ministerial, com um curso de 8 semanas realizado em lugares-chaves em várias partes do mundo. Em 1992, os formados já estavam servindo em mais de 35 países fora de seu país de origem.
1988 : Escola em Wallkill, Nova Iorque.  Um curso de 20 semanas em preparação para o serviço missionário funciona ali. Planeja-se mudar essa escola para o Centro Educacional da Torre de Vigia em Patterson, Nova Iorque, quando estiver terminado.
2006: Cerca de 120 turmas e 8.000 alunos haviam cursado  a Escola de Gileade.

Ainda a publicação Proclamadores, na página 538  menciona que 
| “ | a Secretaría de Educação dos EUA registrou a Escola de Gileade como escola com ensino equivalente ao de colégios profissionalizantes e instituições de ensino. Assim, desde 1953, a Escola Bíblica de Gileade da Torre de Vigia consta na lista dos cônsules dos EUA em todo o mundo como instituição de ensino aprovada. E em 30 de abril de 1954, esta escola apareceu na publicação intitulada “Instituições de Ensino Aprovadas Pelo Procurador-Geral” (em inglês). - | ” |